# Bella Soubbotovskaïa
Bella Abramovna Soubbotovskaïa (en russe : Белла Абрамовна Субботовская ; 1937-1982), est une mathématicienne soviétique et fondatrice d'une université juive clandestine à Moscou.

## Biographie
Soubbotovskaïa s'intéresse très tôt aux mathématiques et les étudie, cela étant désormais possible pour les personnes de confession juive dans l'Union Soviétique de l'ère Khrouchtchev des années 1950, à l'Université d'État de Moscou. Elle y passe son doctorat. Ensuite, elle travaille en tant que programmeuse, et publie des travaux en mathématiques, en logique et en mathématiques du calcul. Elle enseigne également les mathématiques à tous les niveaux, concevant pour les enfants des jeux mathématiques, ou enseignant des cours du soir.
Elle est, à partir de 1961, professeure d'informatique, à l'Université Rutgers ; elle est mariée avec Ilia Muchnik et publie par intermittence sous le nom de Muchnik, mais après leur divorce, elle retrouve son nom de jeune fille. Elle a une fille, qui plus tard déménage aux États-Unis. Soubbotovskaïa joue jusqu'à sa mort, comme alto au sein de l'Orchestre de chambre de l'Université Lomonossov.

## Université du peuple juif
À partir de l'ère Brejnev dans les années 1970, les conditions d'étude changent pour les étudiants juifs en mathématiques, à cause de campagnes de tracts menés par des personnes dissidentes à la fin des années 1960, dont de nombreuses personnes mathématiciennes issues de l'Université Lomonossov. Bella Soubbotovskaïa part au centre de Formation pour les Mathématiciens, à la Faculté Mech-Math de médecine de l'Université d'État de Moscou où un traitement plus rigoureux est réservé aux étudiants juifs: Bizutage, questions délibérément ambiguës, examen oral d'une durée de 5 à 6 heures, rejet simple, le tout sans justifications. Ces pratiques antisémites existent depuis longtemps déjà, confortées par les attitudes de certains des plus influents mathématiciens soviétiques en charge à Moscou. Les recours contre les résultats des examens sont le plus souvent voués à l'échec. Les personnes dont les candidatures sont rejetées partent pour des universités plus techniques, telles que l'Université du Pétrole et du Gaz ou de la technique ferroviaire, mais où les mathématiques sont enseignées uniquement dans le cadre d'études d'ingénieur sont utilisées. Elles partent aussi étudier dans des universités de province (par exemple, dans l'Oural ou à Saratov), où l'admission est moins stricte. L'accès à l'emploi après l'obtention du diplôme est limitée pour les mathématiciens juifs, en particulier si le poste exige un certificat de sécurité. Certains mathématiciens juifs qui, plus tard, feront carrière à l'Ouest, occupent pendant des années des emplois temporaires avant d'émigrer.
C'est dans ce contexte en 1978 que Soubbotovskaïa fonde clandestinement avec le professeur de mathématiques Valery Senderow l'Université du Peuple juif. Senderow s'est formé à la célèbre école spéciale École N ° 2 de Moscou, et a avec son collègue Boris Kanewski dénoncé l'injustice des pratiques d'examens officiels dans une publication clandestine intitulée Génocide Intellectuel. Soubbotovskaïa a été la force motrice dans l'organisation de l'université clandestine. Elle organise des cours d'enseignement supérieur de mathématiques, d'abord dans son propre appartement, puis dans des salles obtenues grâce à des contacts au sein des Universités et d'autres établissements publics. Plus tard, les cours obtiennent même un statut semi-officiel auprès de l'Institut du Pétrole et du Gaz. Les cours ont lieu deux fois par semaine, avec en plus le samedi, organisés comme un cours de niveau collégial avec des épreuves et des travaux à la maison. Les enseignants comprennent, outre Senderow et Kanewski Alexandre Vinogradova, Alexander Shen, Alexei Sossinski, Mikhaïl Marinov, Boris Feigin, Dmitry Fuchs, Andrei Zelevinsky. John Milnor donne également une fois une conférence. Bien que Subbotowskaja et les autres fondateurs respectent une séparation stricte avec la politique, leur succès croissant malgré les conditions difficiles d'exercice, font d'eux une épine dans le pied du pouvoir; et au début de 1982, le KGB renforce sa pression : Subbotowskaja est à plusieurs reprises soumises à des interrogatoires. Durant l'été 1982, Senderow et Kanewski sont arrêtés,car ils sont déjà connus comme dissidents. L'un des étudiants de l'université clandestine est également arrêté. Senderow écope de sept ans de prison, Kanewski d'un peu plus d'un an. Soubbotovskaïa est mise sous pression par le KGB, pour témoigner contre ses collègues, mais elle refuse.
Elle meurt dans des circonstances mystérieuses, en septembre 1982, après une visite chez sa mère à 23 heures, heurtée par un camion à grande vitesse qui a ensuite pris la fuite. Il a été suggéré qu'elle a été victime d'un attentat du KGB. Le bus de son orchestre de chambre a conduit son corps pour les funérailles.
L'Université du Peuple juif, a obtenu quelques mois plus tard, son habilitation. Au fil des ans, elle a accueilli environ 350 étudiants, dont 100 ont obtenu un diplôme d'études supérieures. Parmi les étudiants on peut compter Victor Ginzburg.
Des cours spécifiquement destinés aux personnes étudiantes de confession juive, pour lesquelles l'accès à une formation dans l'enseignement supérieur de Mathématiques est refusé, sont encore organisés dans les années 1980, par exemple, à l'école supérieure de Pétrole et de Gaz (Kerosinka).
En 2007 une conférence a eu lieu en l'honneur de Soubbotovskaïa au Technion de Haïfa .

## Littérature
- George Szpiro (de) A mathematical medley - fifty easy pieces on mathematics, American Mathematical Society, également Bellas geheimes Seminar in Mathematik fürs Wochenende, Piper Verlag, 2008 (ou Mathématiques, Cocktail, NZZ maison d'édition 2008)
- Alexander Shen Entrance examinations in Mekh-Mat, Mathematical Intelligencer, volume 16, 1994, N ° 4
- Mikhaïl Schifman (Éditeur), You failed your entrance math test, comrade Einstein, World Scientific 2005
- Anatoly Vershik Admission to the mathematics department in Russia in the 1970s 1980s and, Mathematical Intelligencer, volume 16, 1994, N ° 4